# Veľká Hradná
Veľká Hradná es un municipio del distrito de Trenčín en la región de Trenčín, Eslovaquia, con una población estimada a final del año 2024 de 772 habitantes.
Se encuentra ubicado en el centro-norte de la región, cerca del río Váh (cuenca hidrográfica del Danubio) y de la frontera con la República Checa.

## Demografía
| Año        | 1994 | 2004    | 2014    | 2024     |
| ---------- | ---- | ------- | ------- | -------- |
| Población  | 688  | 656     | 698     | 772      |
| Diferencia |      | −4,65 % | +6,40 % | +10,60 % |

| Año        | 2023 | 2024    |
| ---------- | ---- | ------- |
| Población  | 765  | 772     |
| Diferencia |      | +0,91 % |